# Leerstijl

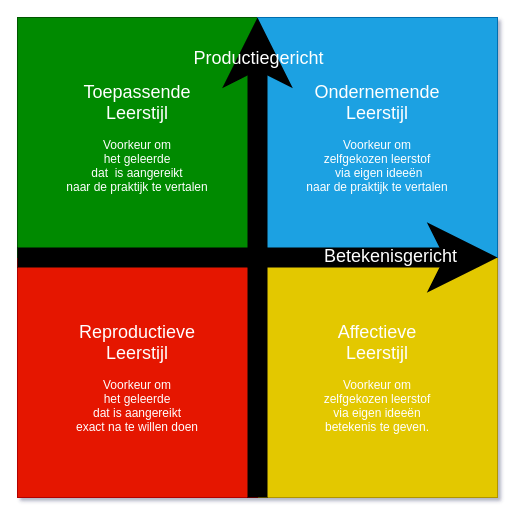
Twee mogelijke dimensies om leervoorkeuren te categoriseren

De leerstijl is een begrip uit de cognitieve psychologie en didactiek. Er is geen wetenschappelijk bewijs dat leerstijlen daadwerkelijk bestaan.
Het is een beschrijving van attitudes en gedragingen die bepalen wat iemands voorkeurmanier van leren is.
Er zouden, volgens de leerstijltheorie, immers nogal wat verschillen bestaan in de manier waarop lerenden de leerstof verwerken. Sommigen zijn meer visueel ingesteld, anderen meer auditief. Ook de manier van studeren verschilt. Sommigen nemen de leerstof één- à tweemaal alinea per alinea grondig door. Anderen doorlopen de hele cursus eerder oppervlakkig en hernemen die dan meerdere malen. Met het beschrijven van leerstijlen hopen auteurs en onderzoekers aanknopingspunten te vinden voor studenten en docenten om leerresultaten te verbeteren. Als de docent de leerstijl van een student zou kennen zou de instructie effectiever kunnen zijn. Deze verwachtingen worden zelden waar gemaakt.
Het onderzoek naar de persoonlijke leerstijl van studenten kwam eind 20e eeuw in de aandacht met het onderzoek van David Kolb (1983) en Jan Vermunt (1992), die elk hun eigen systeem bedachten om de verschillende leerstijlen te beschrijven en in kaart te brengen. Uit wetenschappelijk onderzoek blijkt dat de meeste modellen van leerstijlen een lage betrouwbaarheid, een magere validiteit en een verwaarloosbaar effect op de instructie hebben. Ondanks dat herhaald onderzoek laat zien dat er geen empirische bewijs bestaat voor de leerstijltheorieën, wordt er enkele decennia nadat de theorie is opgeworpen nog steeds veelvuldig onderzoek naar gedaan.

## Leerstijlen van Kolb

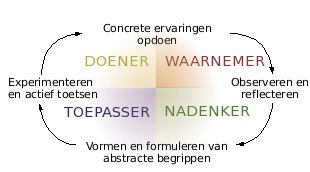
De vier leerstijlen volgens Kolb.

De leerstijlen van Kolb zijn gebaseerd op een theoretisch model van vier denkstappen (zie figuur). Kolb onderscheidt vier gedragingen en vier bijhorende leerstijlen.
- Doener: actief experimenteren en concreet ervaren. Voorkeur voor situaties waarin ze zo snel mogelijk aan de slag kunnen. Doeners leren het best wanneer er ruimte is voor oefenmomenten waarbij het leerproces vooral steunt op gissen en missen.
- Dromer: concreet ervaren en reflectief observeren. Voorkeur voor situaties waarin ze zelf kunnen meemaken hoe iets in de praktijk uitpakt. Dromers hebben de neiging problemen van alle kanten te bekijken en zien steeds weer nieuwe ingangen en oplossingen. Ze leren heel snel via identificatie.
- Denker: reflectief observeren en abstract conceptualiseren. Denkers zijn het liefst bezig met het vertalen van observaties in hypothesen en theorieën. Ze kunnen goed redeneren en zijn graag intellectueel bezig. Ze werken graag zelfstandig om de gelegenheid te krijgen zelf eerst een beeld te vormen van de theorie.
- Beslisser: abstract conceptualiseren en actief experimenteren. Beslissers gaan het liefst theorieën uitproberen in de praktijk en in experimenten. Ze nemen initiatief en durven experimenteren. Bij het hanteren van een probleem gaan zij deductief en probleemoplossend te werk. Ze functioneren optimaal als zij een leertaak kunnen beginnen met kennisname van duidelijk en beknopt geformuleerde regels en principe, die zij dan in een oefensituatie kunnen verwerken.

Het model kent tussen deze gedragingen vier verschillende overgangen waarin geleerd wordt:
1. Ervaren (concrete ervaringen opdoen)
2. Reflecteren (observeren en reflecteren)
3. Conceptualiseren (vormen en formuleren van abstracte begrippen)
4. Toepassen (experimenteren en actief toetsen)

Het model laat zien dat leren het best verloopt als de deelnemer de gehele cyclus doorloopt, vaak beginnend bij Ervaren. Toegepast verloopt deze cyclus van het ervaringsleren in vier fasen:
1. ingaan op de stof waar de les over gaat in een vorm die de deelnemers aanspreekt op het eigen niveau (Wat heb jij al eens ooit?)
2. deelnemer uitdagen om in zijn ervaringen te zoeken naar verdieping.
3. presentatie van de nieuwe stof
4. uitdagen om de nieuwe stof toe te passen.

## Leerstijlen van Vermunt
Jan Vermunt heeft onderzoek gedaan naar opvattingen en gedrag van studenten met betrekking tot hun leren. Hieruit bleek dat de leer- en regulatie-activiteiten zo sterk samenhangen met studie-opvattingen en -motieven waardoor hij kon spreken van vier leerstijlen.
- Een betekenisgerichte leerstijl zoekt verbanden in de studiestof, probeert zelf structuur aan te brengen en staat kritisch tegenover de te bestuderen stof (diepteverwerking). Studenten bepalen zelf hoe ze leren en wat ze belangrijk vinden (zelfsturing). Ze zien studeren als het opbouwen van kennis en inzichten en studeren uit persoonlijke interesse. Slaats, Van der Sanden & Lodewijks (1996) vonden bij leerlingen uit het middelbaar beroepsonderwijs een vergelijkbare leerstijl, die zij 'constructieve' leerstijl noemen.
- Een reproductiegerichte leerstijl leert vaak uit hun hoofd, herhaalt de leerstof veelvuldig en gaat gedetailleerd te werk (stapsgewijze verwerking). Studenten laten zich sturen door het onderwijs en zien ze studeren als het opnemen van kennis. Ze zijn gericht op het behalen van certificaten en het testen van eigen capaciteiten.
- Een toepassingsgerichte leerstijl probeert datgene wat geleerd wordt in de praktijk toe te passen (concrete verwerking). Studenten leren de kennis die men verwerft gebruiken en zijn bij het studeren gericht op hun toekomstige beroep (beroepsgerichte leeroriëntatie).
- Een ongerichte leerstijl kan het eigen leren moeilijk sturen, maar heeft ook nauwelijks houvast aan de aanwijzingen in de studiestof of van docenten (stuurloze regulatiestrategie). Studenten vinden dat het onderwijs stimulerend hoort te zijn en werken graag samen met medestudenten. Verder staan ze onzeker tegenover hun studie (ambivalente leeroriëntatie): ze twijfelen of ze goed genoeg zijn om de studie af te maken of ze vragen zich af of ze wel de goede studie hebben gekozen. Omdat ieder mens - volgens de leerstijltheorie - altijd aangeboren en aangeleerde voorkeuren om te leren heeft, is deze leerstijl uit te leggen als geen duidelijke voorkeur hebben voor betekenis geven, reproduceren of toepassen als leerstrategie.[5]

De basis van de vier leerstijlen is de definitie van Vermunt van drie type activiteiten als een combinatie van structuur en proces: verwerkingsactiviteiten, affectieve activiteiten en metacognitieve regulatieactiviteiten. De metacognitieve regulatieactiviteiten hebben betrekking op het reguleren van verwerkingsactiviteiten en affectieve activiteiten. Omdat deze activiteiten betrekking hebben op de regulatie van verwerkings- en affectieve activiteiten hebben ze ook indirect invloed op de leerresultaten.
Verder vermeldt Vermunt dat naast de vier leerstijlen ook leeractiviteiten herkenbaar zijn. De leeractiviteiten bestaan uit verwerkingsstrategieën en regulatiestrategieën. De vijf verwerkingsstrategieën, die onderscheiden kunnen worden, zijn: relaterend en structurerend, kritisch, memoriserend en herhalend, analytisch en concreet. Verder kunnen vijf regulatiestrategieën onderscheiden worden: zelfstrategie gericht op het leerproces en de leerresultaten of op de leerinhoud, extern gestuurde strategie gericht op het leerproces of op de leerresultaten, en stuurloze strategie.

## Toepassing
Voor lesgevers is het geen gemakkelijke taak om hun doceergedrag aan te passen aan de verschillende leerstijlen van hun studenten.
Immers rekening houden met bijvoorbeeld zowel een voorkeur om te willen
- onthouden (reproductiegericht),
- toepassen (toepassingsgericht),
- doorgronden (betekenisgericht) of te
- bedenken (productiegericht)

zijn lastig te combineren in één aanpak.